# Alessandro Marchetti (matematico)
Alessandro Marchetti (Pontorme, 17 marzo 1633 – Pontorme, 6 settembre 1714) è stato un matematico, astronomo, traduttore e poeta italiano, noto come il primo traduttore di Lucrezio in lingua italiana.

## Biografia
Professore di Filosofia naturale, poi di Matematica all'Università di Pisa, continuò le ricerche di Galileo nel campo della meccanica, come il suo contemporaneo Vincenzo Viviani. Collaborò con il medico Giuseppe Del Papa, lettore di logica e filosofia nell'ateneo pisano.
Oltre che matematico, fu anche poeta — scrisse, infatti, alcune rime religiose, morali ed eroiche —, ma l'opera cui deve la sua fama è la traduzione del De rerum natura di Lucrezio, pubblicata postuma nel 1717  (ma già in precedenza circolante manoscritta) con il titolo Della natura delle cose. Considerata come il manifesto del razionalismo cartesiano, la traduzione di Marchetti influì notevolmente sul gusto arcadico per la purezza della lingua e l'eleganza dello stile.
La diffusione di idee atee e materialiste attirò sul Marchetti l'accusa di empietà. Pur rifugiatosi nella poesia, non riuscì ad evitare le indagini del Sant'Uffizio, ispirate soprattutto dal gesuita lucchese Giovanni Francesco Vanni. Per altre sue opere di successo fu attaccato dagli oppositori di Galileo. 
Fece parte di numerose accademie: Accademia dei Disuniti, Accademia dell'Arcadia, Accademia dei Fisiocritici, Accademia dei Risvegliati, Accademia della Crusca e Accademia Fiorentina.
Sposò nel 1672 Lucrezia de' Cancellieri, da cui nacque nel 1674 il matematico Angelo Marchetti e poi un secondo figlio, Francesco, che scriverà una biografia sul padre.

## Opere

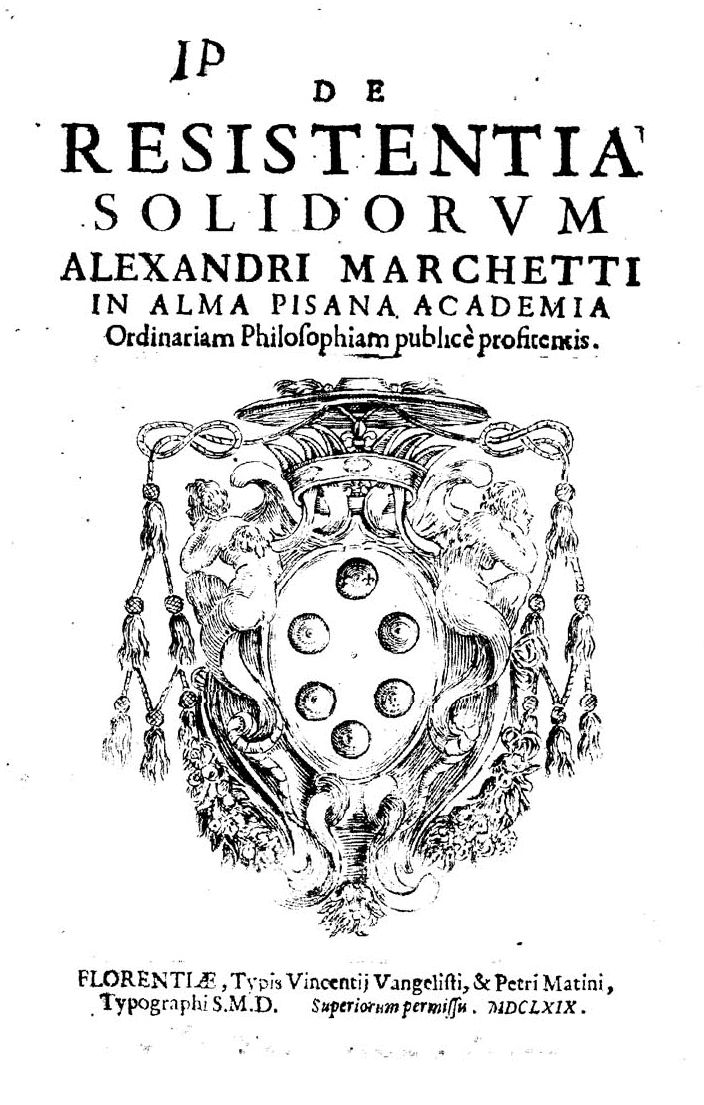
De resistentia solidorum, 1669

- Lettera nella quale si ricerca donde avvenga che alcune perette di vetro, rompendosi loro il gambo, tutte si stritolino, Firenze, Vincenzo Vangelisti, 1667.
- (LA) De resistentia solidorum, Firenze, Vincenzo Vangelisti, 1669. (opera basata sulla teoria galileiana, cui Marchetti dà una struttura assiomatica rigorosa; tratta in larga parte il problema dei solidi di uniforme resistenza, precedendo di mezzo secolo il trattato di Luigi Guido Grandi)
- (LA) Exercitationes mechanicae, Pisa, Giovanni Ferretti, 1669.
- Della natura delle comete, Firenze, Alla Condotta, 1684.
- Saggio delle rime eroiche morali e sacre dedicato all'altezza reale di Ferdinando principe di Toscana, Firenze, Cesare Bindi, 1704.
- Anacreonte tradotto dal testo greco in rime toscane da Alessandro Marchetti accademico della Crusca e da lui dedicato all'altezza reale di Ferdinando principe di Toscana, Lucca, Leonardo Venturini, 1707.
- Tito Lucrezio Caro, Della natura delle cose libri sei tradotti da Alessandro Marchetti, Londra, Giovanni Pickard, 1717.
- Vita, e poesie d'Alessandro Marchetti da Pistoja filosofo, e matematico, Venezia, Pietro Valvasense, 1755. (contiene poesie postume con la Vita scritta dal figlio Francesco)